# Alistra pusilla
Alistra pusilla är en spindelart som först beskrevs av William Joseph Rainbow 1920.  Alistra pusilla ingår i släktet Alistra och familjen panflöjtsspindlar. Inga underarter finns listade i Catalogue of Life.